# Franco Brezzi

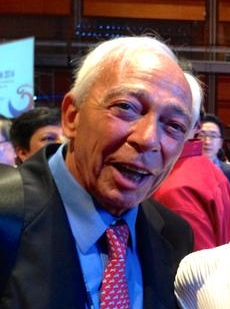
Franco Brezzi, 2014

Franco Brezzi (* 29. April 1945 in Vimercate) ist ein italienischer Mathematiker, bekannt durch seine Beiträge zur numerischen Mathematik. Er arbeitete in Grundlagen und Anwendungen der Finite-Elemente-Methode in der Strukturmechanik, Fluidmechanik und im Elektromagnetismus.

## Leben
Brezzi erlangte seinen Abschluss in Mathematik an der Universität Pavia im Jahr 1967. Später wurde er ebendort zum Professor berufen, wo er bis 1997 lehrte. Seitdem ist er am universitären Institut für höhere Studien in Pavia in der Forschung tätig. Zudem leitet er das Institut für angewandte Mathematik und Informationstechnologie (IMATI) des italienischen Consiglio Nazionale delle Ricerche.
Zu seinen Doktoranden zählt Annalisa Buffa.

## Werk
Das bekannteste Resultat aus Brezzis Forschung ist die unabhängige Herleitung der sogenannten Ladyschenskaja-Babuška-Brezzi-Bedingung (LBB), oft auch inf-sup-Bedingung genannt, im Jahr 1974. Die LBB-Bedingung formuliert eine hinreichende Bedingung für die Stabilität eines gemischten-Finite-Elemente-Problems mit Sattelpunktstruktur, wie es beispielsweise bei der Diskretisierung der inkompressiblen Navier-Stokes-Gleichungen oder dem Darcy-Gesetz in differentieller Form auftritt.

## Preise und Herausgeberschaften
Brezzi ist Editor von Mathematical Models & Methods in Applied Sciences, Calcolo, Numerische Mathematik.
Seit 1991 ist er Mitglied des Istituto Lombardo, seit 2001 Mitglied der Accademia dei Lincei, seit 2002 Fellow der International Association of Computational Mechanics (IACM), seit 2009 Mitglied der European Academy of Sciences und seit 2016 Mitglied der Academia Europaea. Er ist Highly Cited Researcher des Institute for Scientific Information (ISI).
2006 wurde er Commendadore al merito der Republik Italien. 2009 war er John von Neumann Lecturer. Für 2012 erhielt er die Blaise-Pascal-Medaille zugesprochen, 2004 erhielt er die Gauss-Newton-Medaille auf dem IACM Kongress in Peking und 2010 den Primo Gili Agostinelli der Turiner Akademie der Wissenschaften. Er wurde als Plenarsprecher auf dem Internationalen Mathematikerkongress 2014 in Seoul ausgewählt (The great beauty of VEM's).